# 130319 Danielpelham
130319 Danielpelham è un asteroide della fascia principale. Scoperto nel 2000, presenta un'orbita caratterizzata da un semiasse maggiore pari a 3,1058275 UA e da un'eccentricità di 0,1644176, inclinata di 8,99176° rispetto all'eclittica.